# Strobilocythere mtwapaensis
Strobilocythere mtwapaensis is een mosselkreeftjessoort uit de familie van de Trachyleberididae.